# Yunnanilus elakatis
Yunnanilus elakatis är en fiskart som beskrevs av Cao och Zhu, 1989. Yunnanilus elakatis ingår i släktet Yunnanilus, och familjen grönlingsfiskar. Inga underarter finns listade.